# Aspar (militar)
Flavio Ardabur Aspar (en latín, Flavius Ardabur Aspar; c. 400-471), fue un patricio de ascendencia alana y goda y magister militum del Imperio romano de Oriente.
Hijo del magister Ardaburius, Aspar jugó un papel crucial en la expedición de su padre en 424 para derrotar al usurpador del Imperio romano de Occidente Juan de Rávena y para instalar en su lugar a Gala Placidia y a su hijo Valentiniano III. También ayudó a negociar un tratado de paz con Genserico, después de la invasión vándala de África.
Aspar alcanzó el consulado en 434, después de la campaña de África. Como no podía aspirar a ser emperador por su religión arriana, decidió jugar el papel de mentor de su subordinado Marciano, que alcanzó el trono por su matrimonio con Pulqueria, hermana de Teodosio II. Asimismo impuso al sucesor de Marciano, León I.
En 471, Aspar fue asesinado, junto con su hijo Ardabur, en un asalto de los eunucos de palacio. Esto tuvo lugar porque Ardabur intentó sobornar, sin éxito, a los excubitores isaurios, soldados de élite de León I, por lo que, padre e hijo resultaron sospechosos a ojos del emperador.

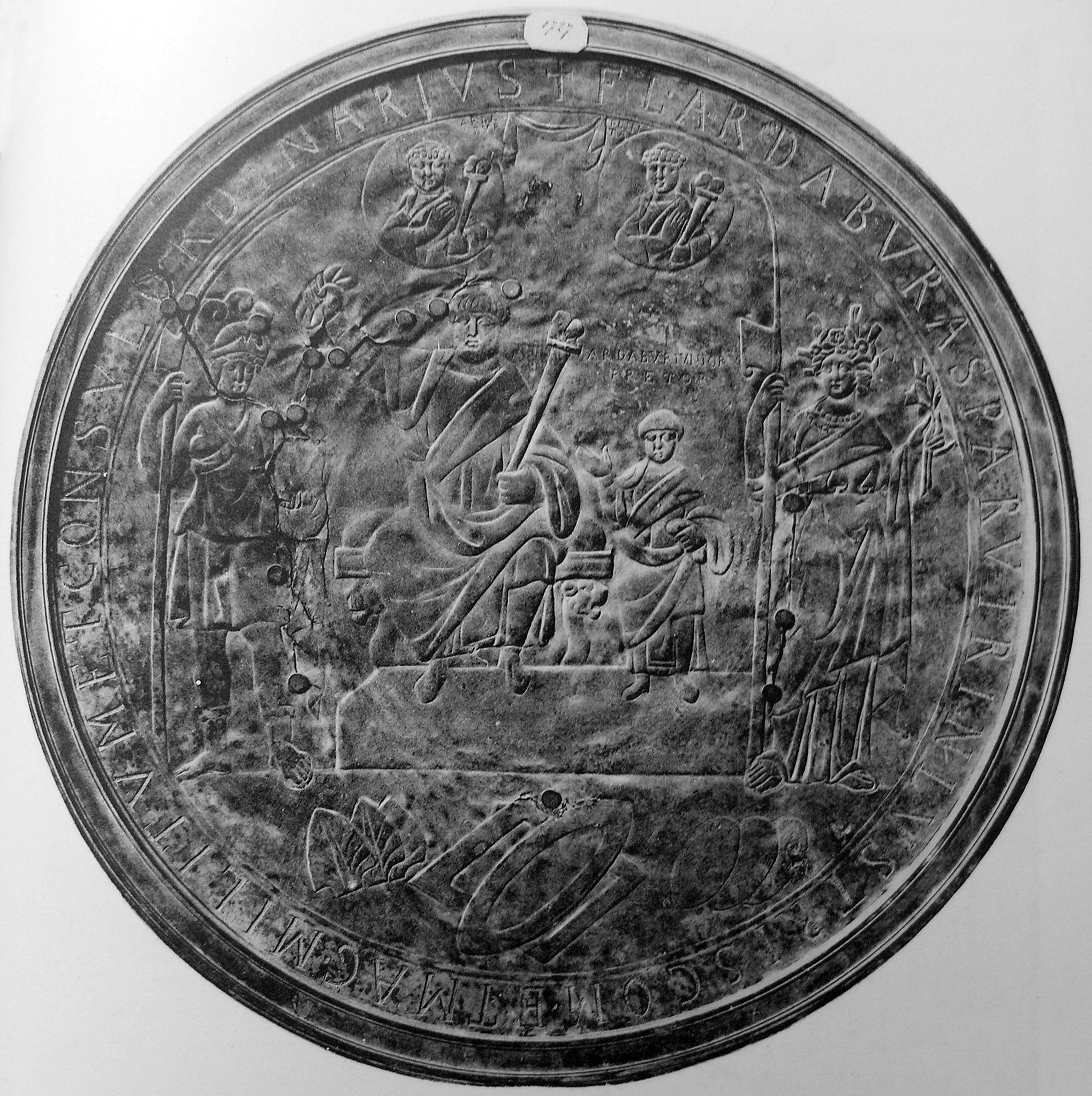
Missorium de Aspar

Aspar tuvo otro hijo, Emanarico, con la hija de Teodorico Estrabón, que era ostrogoda y tía de Teodorico el Grande.